# Batalla del Puerto de Piñones
La batalla del Puerto de Piñones fue una acción militar de la Guerra de Independencia de México efectuada el 1 de abril de 1811 en Puerto de Piñones, Coahuila. Los insurgentes comandados por el general Ignacio López Rayón consiguieron derrotar a las fuerzas realistas del coronel José Manuel de Ochoa, logrando así obtener víveres y pertrechos de guerra para las fuerzas insurgentes, que carecían de ellos. La Batalla del Puerto de Piñones es tan sólo la antesala de lo que fue la toma de Zacatecas (1811) ya que el jefe realista Ochoa venía persiguiendo a Rayón, que había escapado al saber noticia de la detención de los otros jefes insurgentes en Acatita de Baján.